# Seconda Lega 1939-1940
La Seconda Lega 1939-1940 è stata la 37ª edizione della terza divisione del campionato svizzero di calcio, disputato tra il 23 ottobre 1